# Basil H. Johnston
Basil H. Johnston   (Canadà, 1929 - Wiarton, 8 de setembre de 2015) és un escriptor anishinaabemowin. Es graduà a Loyola College (Mont-real) el 1954, i és compromès en la preservació de la cultura nadiua. Parla l'idioma ojibwa i és lingüista i lector al Museu d'Ontario. Autor de The Manitous (1995), Ojibway Heritage (1976), Ojibway Ceremonies (1987), Crazy Dave (1999), How the birds got their colours (1978) i Indian School Days (1988).